# Otto Ziegler (Fußballspieler)
Otto Ziegler war ein deutscher Fußballspieler, der von 1922 bis 1926 für den FC Bayern München aktiv war.

## Karriere
Nachdem Ziegler bis 1922 für den Karlsruher FV in der Badischen Kreisliga, Abteilung I aktiv gewesen war, wechselte er zum FC Bayern München, für den er erstmals am 30. August 1922 in der Südbayerischen Kreisliga, der seinerzeit höchsten regionalen Spielklasse, zum Einsatz kam und am Ende seiner Premierensaison mit ihm auch die Südbayerische Meisterschaft gewann. Im Finale um den Süddeutschen Pokal unterlag er mit den Bayern am 17. Juni 1923 auf dem MTV-Platz an der Marbachstraße jedoch der SpVgg Fürth mit 3:4.
Seine letzte Saison für die Bayern war zugleich auch seine erfolgreichste mit zwei weiteren Titeln. Zunächst gewann er mit den Bayern die bayerische und danach erstmals auch die süddeutsche Meisterschaft mit drei Punkten vor der SpVgg Fürth. Infolgedessen nahm er auch an der Endrunde um die deutsche Meisterschaft teil, kam jedoch nur im Achtelfinale, in dem er mit den Bayern am 16. Mai 1926 nach der 0:2-Niederlage in Leipzig bei der dort ansässigen Fortuna aus dem Wettbewerb schied, zum Einsatz.

## Erfolge
- Süddeutscher Meister 1926
- Bayerischer Meister 1926
- Südbayerischer Meister 1923
- Süddeutscher Pokal-Finalist 1923
- Badischer Meister 1922